# Aloe jucunda
Aloe jucunda ist eine Pflanzenart aus der Gattung Aloe innerhalb der Unterfamilie der Affodillgewächse (Asphodeloideae). Sie wird als Zierpflanze verwendet.

## Beschreibung
Aloe jucunda ist eine ausdauernde sukkulente Pflanze, die eine maximale Wuchshöhe von etwa 35 cm erreicht. Auf dem kurzen Stamm sitzt eine Blattrosette mit etwa 8 cm Durchmesser. Die sukkulenten Laubblätter sind dunkelgrün, bis zu 4 cm lang und 2 bis 5 cm breit. Sie weisen zahlreiche durchscheinende Flecken auf und ihr Rand ist mit einer Reihe von etwa 2 mm langen Zähnchen besetzt.
Der Blütenstandsschaft weist eine Länge von etwa 35 cm auf. Die röhrenförmigen Blüten besitzen blassrosa bis kräftig pink gefärbte Blütenhüllblätter.

## Systematik, Verbreitung und Gefährdung
Aloe jucunda besiedelt Trockenwälder und ist endemisch im Gaan-Libah-Schutzgebiet im Norden Somalias verbreitet. Sie wächst auf Kalkstein in Höhenlagen von 1060 bis 1680 Metern. Die Erstbeschreibung erfolgte 1953 durch Gilbert Westacott Reynolds in Journal of South African Botany, Kirstenbosch, Band 19, S. 21–23.
Aloe jucunda wird im Washingtoner Artenschutzabkommen Anhang II aufgeführt.